# 18605 Jacqueslaskar
18605 Jacqueslaskar è un asteroide della fascia principale. Scoperto nel 1998, presenta un'orbita caratterizzata da un semiasse maggiore pari a 2,7398697 UA e da un'eccentricità di 0,0330857, inclinata di 3,02597° rispetto all'eclittica.